# Eudochia (moglie di Costantino V)
Eudochia (in greco Ευδοκία?; fl. VIII secolo) è stata un'imperatrice bizantina, terza moglie di Costantino V.
Secondo le cronache di Teofane Confessore, era cognata di Michele Melisseno, strategos del thema Anatolikon. Sua sorella e il cognato Michele divennero i genitori del patriarca Teodoto. 

## Biografia
Costantino V era imperatore dal 741 e nel corso della sua vita sposò più donne. La sua prima moglie Tzitzak diede alla luce il loro unico figlio conosciuto, Leone IV, il 25 gennaio 750 e probabilmente morì di parto. Nel 751 Costantino è menzionato come già sposato a Maria. La seconda moglie morì senza aver figli, lasciando Costantino nuovamente vedovo.
Seppur l'anno del matrimonio tra Costantino ed Eudocia non sia noto, questo può essere collocato tra la fine del 751 e il 769. Secondo Teofane, il 1º aprile 769 Costantino la nominò Augusta e il giorno seguente due dei suoi figli ricevettero il titolo di Cesare e un terzo quello di Nobilissimus. Riguardo all'incoronazione di Eudocia come imperatrice consorte è detto che: 
Teofane descrive in modo insolito i tre matrimoni di Costantino. Lo storico George Ostrogorsky, commentando il terzo matrimonio di Leone VI avvenuto nell'899, individua un'illegalità, poiché la celebrazione di un terzo matrimonio era vietata secondo il diritto romano e le pratiche della Chiesa ortodossa. 
Costantino era un fervente iconoclasta e prendeva di mira i monasteri che erano roccaforti del pensiero iconodulo. Eudocia è invece descritta come una generosa benefattrice verso questi monaci, e in particolare verso quelli del monastero di Sant'Antusa di Mantineon. L'imperatrice era molto legata a questo santo che chiamò una delle sue figlie Antusa. 
Non si hanno più notizie di lei dopo la morte di Costantino avvenuta in battaglia il 14 settembre 775. 

## Figli
Eudocia e Costantino V ebbero sei figli di cui siamo a conoscenza: 
- Niceforo. Nominato Cesare nel 769. Fu un cospiratore al trono e venne accecato e mandato in esilio;
- Cristoforo. Si presume fosse il secondo figlio, anche lui nominato Cesare nel 769. Era un sostenitore nelle cospirazioni del fratello. Nel 780 fu esiliato in un monastero, nel 792 gli fu tagliata la lingua e nel 799 cavati gli occhi;
- Niceta. Si presume fosse il terzo figlio, nominato nobilissimus nel 769. Anche lui un cospiratore, ebbe la stessa sorte del fratello Cristoforo, con le stesse punizioni negli stessi anni;
- Antimo. Si presume fosse il quarto figlio e fu nominato nobilissimus dal fratellastro Leone IV nel 775. Ebbe la stessa sorte del fratello Niceta;
- Eudocimo. Si presume fosse il quinto figlio e fu nominato nobilissimus dal fratellastro Leone IV nel 775. Ebbe la stessa sorte del fratello Niceta;
- Sant'Antusa la Giovane (757–809). Divenne una pia suora venerata sia in oriente che in occidente. Alla morte del fratellastro Leone IV rifiutò l'offerta della moglie di questi, Irene d'Atene, per condividere il trono fino alla maggiore età del nipote, il figlio di Leone ed Irene, Costantino VI[5].